# Gorge (Improvisation)
Pour les articles homonymes, voir Gorge.
Gorge (Improvisation) (en anglais, Improvisation Gorge) est une peinture à l'huile sur toile de 110 × 110 cm réalisée en 1914 par le peintre Vassily Kandinsky. Elle est conservée à la Galerie Lenbachhaus à Munich.

## Source de traduction
- (it) Cet article est partiellement ou en totalité issu de l’article de Wikipédia en italien intitulé « Crepaccio (Improvvisazione) » (voir la liste des auteurs).